# Bănești (Prahova)
Băneşti é uma comuna romena localizada no distrito de Prahova, na região de Muntênia. A comuna possui uma área de 21.56 km² e sua população era de 5604 habitantes segundo o censo de 2007.